# Castillo de Castiliscar
El castillo de Castiliscar se encuentra situado en el municipio español de Castiliscar en la provincia de Zaragoza.

## Historia
Se sabe que los orígenes de esta fortificación se remontan al año 1088, cuando Sancho Ramírez dio en honor regalis a Galindo Sánchez, tenente de Sos, el lugar que entonces se llamaba "castiello Liscare", para que fortificase el castillo sobre restos de otro preexistente. En 1171 recibió carta puebla y en 1201, el lugar fue vendido a la Orden de San Juan de Jerusalén. A raíz de ir desplazándose la frontera hacia el sur, la plaza dejó de tener importancia defensiva.
Formaba parte de un conjunto de castillos defensivos existentes entre Loarre y Sos. Sus puntos cercanos de apoyo serían el castillo de Royta, el castillo de Petilla, el castillo de Uncastillo y el castillo de Sibirana, además de la torre de Layana. La fortificación musulmana a que se enfrentaban era el castillo de Sádaba, con apoyos en defensas en Biota (actual torre del palacio de los condes de Aranda) y Malpica de Arba.

## Descripción
El lugar se encuentra muy modificado y en la actualidad se encuentra dedicado a ermita, por lo que está protegido como zona arqueológica. Originariamente se trataba de un recinto de forma ovalada, ajustándose a la orografía del montículo donde se encuentra situado, con una torre en uno de sus extremos. La torre está construida en sillería y se encuentra rebajada en altura respecto a la fábrica original, habiéndose abierto huecos para campanario, que es su fin actual. Se conservan aspilleras originales.